# Палацци да-Мула-Морозини и Чентани-Морозини
Палацци да-Мула-Морозини и Чентани-Морозини (итал. Palazzi Da Mula Morosini e Centani Morosini — два примыкающих друг к другу дворца в Венеции, расположенные в районе Дорсодуро на Гранд-канале между Палаццо Барбариго и Ка-Биондетти, недалеко от Кампо Сан Вио. 

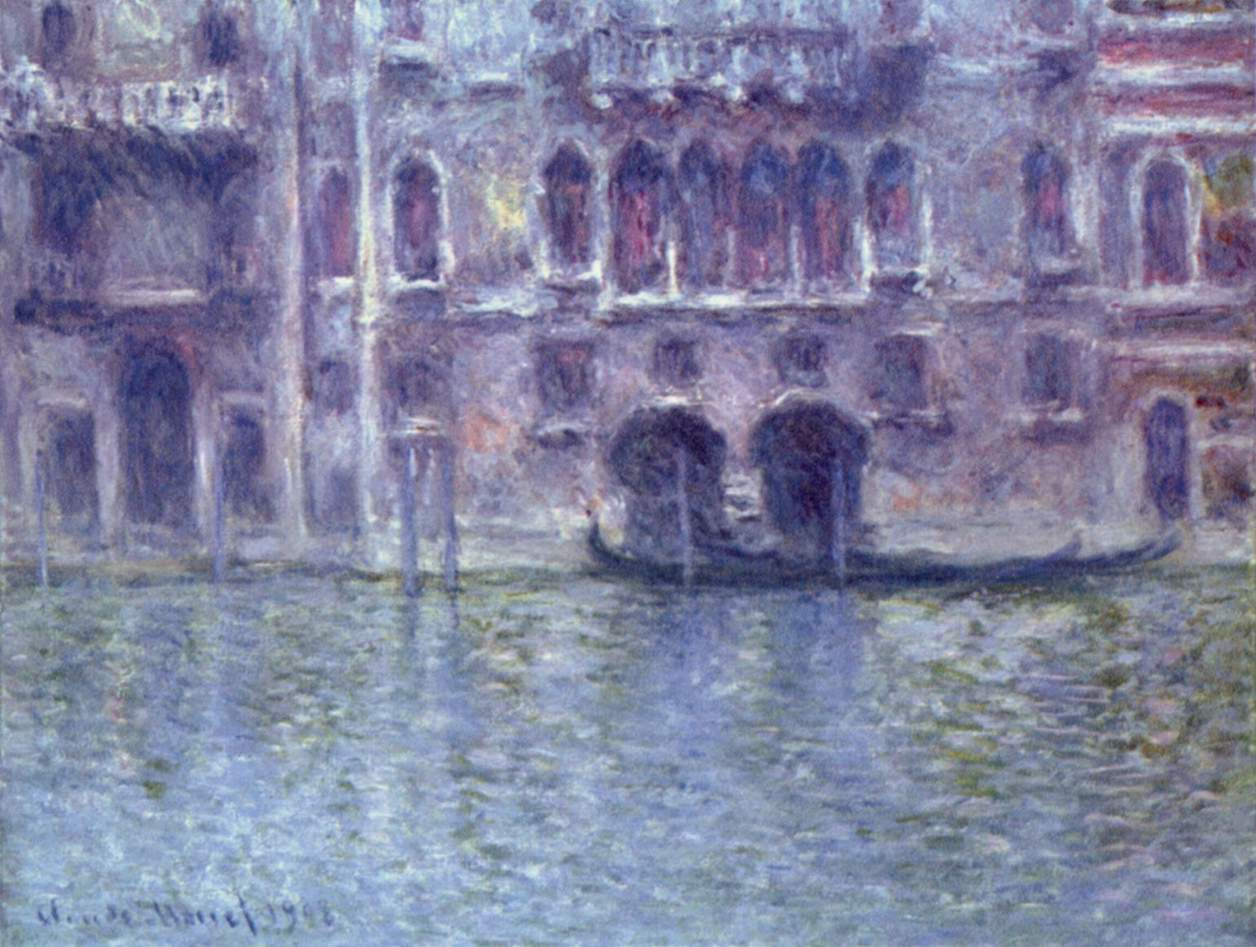
Палацци да Мула Морозини и Чентани Морозини. Картина Клода Моне (1908).

Оба дворца изображены на полотне известного французского художника Клода Моне, написанного им во время пребывания в Венеции в 1908 г.
Изначально оба здания принадлежали аристократической венецианской семье Морозини. Более старым является Палаццо да Мула Морозини (итал. Palazzi Da Mula Morosini), построенный в XV веке. Это была резиденция Аннины Морозини, которая сделала дворец местом встреч знати, художников и политиков: в частности, здесь побывал император Вильгельм II. Палаццо Чентани Морозини (итал. Palazzi Centani Morosini) был пристроен позже. Здания соединены между собой внутренним переходом.
Согласно расследованию Фонда борьбы с коррупцией, палаццо да Мула Морозини (либо часть его), как и соседний палаццо Барбариго, принадлежат Валерию Гергиеву.